# 霍赫沃尔克尔斯多夫
霍赫沃尔克尔斯多夫是奥地利下奥地利州维也纳新城城郊县的一个市镇。总面积23.52平方公里，总人口1035人，人口密度44.0人/平方公里（2005年）。